# 2506-os mellékút (Magyarország)
A 2506-os számú mellékút egy négy számjegyű, bő 40 kilométer hosszú mellékút, Heves vármegye és Borsod-Abaúj-Zemplén vármegye területén. Nyomvonalának körülbelül az első fele a Bükk-hegység nyugati és északi részén, folytatása az Upponyi-hegységben húzódik.

## Nyomvonala
A 25-ös főútból ágazik ki, annak 27+700-as kilométerszelvényénél, Szarvaskő és Mónosbél határán. Kezdetben a határvonalat követi, majd egy rövid szakasza teljesen Szarvaskő külterületei között húzódik, észak felé kanyarogva, párhuzamosan az Eger–Putnok-vasútvonal nyomvonalával és az Eger-patakkal, mindkettőtől nyugatra. Bő két kilométer után a patak, majd a vasút is keresztezi az utat, Tardosi kőbányák megállóhely térségében, itt már teljesen mónosbéli területen. Mónosbél az első, útjába eső település, aminek érinti a lakott területét; központját az út az ötödik kilométere után éri el (az 5. kilométerszelvény pontosan Mónosbél vasútállomás mellett található). Itt a patak és a vasút is eltávolodik az úttól nyugat felé.
A 6+700-as kilométerszelvénye közelében torkollik bele a 2507-es út, csaknem 16 kilométer megtétele után, észak felől (Borsodnádasd-Balaton irányából), majd beér Bélapátfalva területére, aminek központját a 8. kilométere közelében éri el; ezen a szakaszon a fő iránya már északkeleti. Kevéssel a 8. kilométer előtt ágazik ki belőle északnyugat felé a 25 304-es út, majd a 8+500-as szelvénye közelében, az egykori Bélapátfalvi Cementgyár megállóhely térségében ismét keresztezi a vasutat. A folytatásban végighalad a település több mint egy kilométeren elnyúló ipari parkja mellett, majd hamarosan átlép Szilvásvárad közigazgatási területére.
13. kilométere közelében a vasút ismét mellésimul, majd Szilvásvárad-Szalajkavölgy megállóhely előtt keresztezik is egymást. Ezt követően éri el az út Szilvásvárad lakott területét, elhalad a Szilvásváradi Erdei Vasút végállomásának térségében, majd egy darabon északnak fordul. A település északi részében, körülbelül a 15+500-as kilométerszelvénynél torkollik bele a 2508-as út, több mint 18,5 kilométer megtétele után, Ózd felől.
Nagyvisnyó a következő, útjába eső település, aminek központját a 20. és 21. kilométere között éri el, itt már ismét északkelet felé halad; 20+900-as kilométerszelvényénél ágazik ki észak felé az Eger–Putnok-vasútvonal Nagyvisnyó-Dédes megállóhelyéig vezető 25 312-es út. 23. kilométerénél kilép Heves vármegyéből, a következő település már a Borsod-Abaúj-Zemplén vármegyéhez tartozó Dédestapolcsány, melynek központja körülbelül a 27. kilométernél található. Előtte, a 26+100-as kilométerszelvény közelében beletorkollik a 2513-as út, dél felől, szintén több mint 26 kilométer megtétele után (Miskolc lillafüredi része felől); a település északi részén pedig a 2518-as út ágazik ki, nyugat felé, Csernely irányába. Bánhorváti a következő település, a 34. kilométer közelében, majd pedig Nagybarca a 37-38 között. Vadna területén húzódik az utolsó egy kilométere, ott is ér véget, a 26-os főútba torkollva, annak 29+100-as kilométerszelvénye körül.
Az országos közutak térképes nyilvántartását szolgáló kira.gov.hu adatbázisa szerint a teljes hossza 40,288 kilométer.

## Története
1934-ben a kereskedelem- és közlekedésügyi miniszter 70 846/1934. számú rendelete a teljes hosszában harmadrendű főúttá nyilvánította, a mai 25-ös főút Felnémet-Szarvaskő közti szakaszával együtt, 215-ös útszámozással. Ugyanígy jelöli egy dátum nélküli, feltehetőleg 1950 körül készült térkép is, sőt a Fortepan fényképgyűjtemény egy 1955-ből származó fényképének tanúsága szerint még abban az időben is harmadrendű főút volt, változatlanul 215-ös számozással. Akkor még beletorkollott Dédestapolcsánynál, Uppony felől a mai 2524-es út is, amelyet a Lázbérci-víztározó átadása, illetve a Lázbérci Tájvédelmi Körzet megnyitása után zártak le a közforgalom elől.

## Települések az út mentén
- (Szarvaskő)
- Mónosbél
- Bélapátfalva
- Szilvásvárad
- Nagyvisnyó
- Dédestapolcsány
- Bánhorváti
- Nagybarca
- Vadna